# 晃县
晃县，中国旧县名。
1913年由晃州厅改置，治所在晃城（今湖南省新晃侗族自治县东南旧晃城）。1929年迁太平坪，即今县驻地新晃镇。1956年撤销，与芷江县部分地合并，设置新晃侗族自治县。 